# Prekršaj (nogomet)
Prekršaj (ili faul) u nogometnoj igri je nesportski čin jednoga igrača prema protivničkom igraču. Prekršaj dosuđuje isključivo glavni sudac. Prekršaj je dvanaesto pravilo u pravilima nogometa.
Prekršaj se dosuđuje ako:
- igrač ometa tijek igre na bilo koji način (osim tehničkih problema, npr. ispadanje kopačke);
- je prekršaj skrivio aktivni igrač (ne zamjena);
- je prekršaj napravljen na bilo kojem igraču protivničke momčadi (kada igrač napadne suca, nije prekršaj, ali je za kaznu od žutog ili crvenog kartona);
- je lopta u igri tijekom nastanka prekršaja.

Kao što se može vidjeti iz navedenih primjera, nisu sva ometanja igre prekršaji, no svako ometanje, ako je namjerno, glavni sudac može kazniti.

## Izravni prekršaji
Prekršaji kažnjivi slobodnim udarcem nastaju kada:
- igrač napravi barem jedno od navedenih devet nesportskih činova koji po sucu narušavaju duh nogometa i za koje on smatra da su bezobzirni, surovi i preopasni:
  - udaranje ili pokušaj udaranja protivnika;
  - saplitanje ili pokušaj saplitanja protivnika;
  - ugriz ili pokušaj ugriza protivnika;
  - zabijanje u protivnika;
  - namjerno gađanje loptom ili pokušaj namjernog gađanja loptom protivničkog igrača;
  - guranje protivnika;
  - potezanje za protivnikov dres;
  - psovanje upućeno protivniku (ili bilo kojoj osobi na terenu);
  - jedenje na nogometnom terenu (iako je pijenje vode dozvoljeno tijekom prekida igre, čak i preporučljivo, ako je u umjerenim količinama).

- igrač napravi barem jedno od navedenih pet nesportskih činova:
  - uklizavanje u tijelo protivničkog igrača pod uvjetom da je došlo do kontakta s tijelom protivnika prije lopte;
- držanje protivnika
- pljuvanje protivnika
- namjerno igranje rukom (osim vratara u svom šesnaestercu)
- pretjerana proslava gola (skidanje dresa, skakanje u protivnički dio tribine, izazivanje protivničkih navijača ili igrača ili preduga proslava gola).

Svi ovi nesportski činovi, s izuzetkom namjernog igranja rukom, zahtijevaju da su napravljeni na protivniku, tj. postojao je neprihvatljivi kontakt između dva igrača suprotnih momčadi. Slične situacije se mogu dogoditi i između igrača dvije iste momčadi, kao npr. sukob dva igrača Newcastlea u Premiershipu. Neće se dodijeliti izravan slobodan udarac za protivničku momčad, ali sudac može dodijeliti karton akterima događaja.

## Prekršaji za jedanaesterac
Ako se prekršaj za slobodan udarac dogodi u šesnaestercu momčadi koja se brani u korist protivničke momčadi, dodjeljuje se jedanaesterac.

## Prekršaji za neizravan slobodan udarac
Prekršaji koji su kažnjivi indirektom nastaju kada:
- vratar, unutar svog šesnaesterca:
  - drži loptu u rukama 6 sekundi prije nego što je se riješi na bilo koji način;
  - ponovno dodirne loptu rukom nakon što je ispusti iz ruku pod uvjetom da je nijedan drugi igrač nije dirao;
  - primi loptu u ruke s očitom namjerom nakon što mu je doda suigrač bilo kojim dijelom tijela osim glavom (izuzetak su nespretni i nenamjerni udarci braniča prema svom golu i koji su opasni po primanje pogotka, a vratar mora spašavati rukom; tada se indirekt neće dodijeliti);
- dotakne loptu rukom u svom šesnaestercu nakon što mu je doda suigrač izravno iz auta.

- bilo koji igrač, po mišljenju suca:
  - igra na opasan način;
  - zastrašuje protivnika;
  - ne dozvoljava protivničkom vrataru ispuštanje lopte;
  - napravi nešto nedozvoljeno pod uvjetom da ometa protivnika, a da nije predviđeno pravilom broj 12.

## Pravilo prednosti
Pravilo prednosti (prednost), prema petom pravilu omogućuje nastavak igre usprkos očitom prekršaju protivničke momčadi, ali uz mogućnost da oštećena momčad nastavi s akcijom zbog povoljnog položaja na terenu. Sudac će pokazati da pušta prednost pružanjem obje ruke ispred svoga tijela, u smjeru nastavka akcije.
To znači da prekršaj neće biti istog trena dosuđen ako sudac osjeti da je nedosuđivanje prekršaja veća prednost od samoga dosuđivanja prekršaja. No, sudac ni u kojem slučaju neće pogriješiti ako zaustavi igru i dosudi prekršaj. Takva vrsta sudaca se, nogometnim rječnikom, naziva alibi sudac.

## Ostali prekršaji
Ne kažnjavaju se samo tipični, već opisani, prekršaji. Odugovlačenje s izvođenjem gol-auta, auta, ili nekog drugog prekida se kažnjava isključivo kartonima.